# Zehn Märtyrer
Die Zehn Märtyrer (hebräisch עשרת הרוגי מלכות Aseret Harugei Malchut) sind jüdische Gelehrte, die im ersten und frühen zweiten Jahrhundert nach der Zerstörung des Tempels in Jerusalem und in der Verfolgung unter Kaiser Hadrian getötet wurden.
Die Geschichten sind enthalten im Midrasch Elle ezkera.
Sie werden zu Jom Kippur im Musaf rezitiert, zu Tischa beAv wird eine ähnliche Geschichte als Kinot (קינות) gelesen (Arzei ha Lebanon).

## Märtyrer
- Rabbi Schimon ben Gamaliel
- Rabbi Jischmael ben Elischa ha-Kohen Gadol
- Rabbi Akiba ben Joseph
- Rabbi Chanina ben Teradjon
- Rabbi Chuzpit der Interpret
- Rabbi Eleasar ben Schammua
- Rabbi Chananja ben Chakinai
- Rabbi Jeschiwaw
- Rabbi Jehuda ben Dama
- Rabbi Jehuda ben Baba